# Dacrydium magnum
Dacrydium magnum  — вид хвойних рослин родини Подокарпових.
Видовий епітет означає «великий» і вказує на відносно великі пилкові шишки.

## Опис
Дерево, 8-30 м заввишки, 5-60 см діаметром. Гілки щільні, розлогі. Листки молодих рослин, гострі, трикутні у поперечному перерізі, довжиною до принаймні 18 мм. Дорослих рослин листки, лінійно-ланцетні, 3-6 мм завдовжки. Пилкові шишки 10-16 мм в довжину і 2 мм в діаметрі. Стиглі фрукти 3 мм завдовжки. Насіння 5 мм у довжину, коричневе, часто два насіння в шишці.

## Поширення, екологія
Країни поширення: Індонезія (Молуккські острови); Папуа Нова Гвінея. Досягає пологу тропічного дощового лісу на висотах між 60 м і 1200 м над рівнем моря; на вершинах гори може стати панівним видом. На відкритих ділянках все більш відстає в рості, але не стає низьким чагарником.

## Використання
Використання не зафіксовано цього виду.

## Загрози та охорона
Діяльність з управління лісами та сільськогосподарський тиск можуть призвести до швидкої втрати населення у більшості або всіх частинах ареалу. Субпопуляції на острові Обі ростуть принаймні в частково а, можливо, повністю в Пулау Обі Заповіднику, який складається в основному з первинних гірських лісів.